# Hanna Elisabeth Biermann-Ratjen
Hanna Elisabeth Biermann-Ratjen, geborene Mues, (geboren am 24. November 1918 in Hannover; gestorben am 10. September 1994 in Hamburg) war eine deutsche Textilkünstlerin.

## Leben und beruflicher Werdegang
Hanna Elisabeth Biermann-Ratjen wuchs in Hannover auf. Sie ist die Tochter von Wilhelm Mues und Charlotte Mues, geborene Westermann. Nach dem Besuch einer Mädchenschule in Hannover war sie im Sommersemester und Wintersemester 1942/43 in der Königlichen Kunstgewerbeschule München in der Klasse von Friedrich Heuber eingeschrieben. Von 1943 bis 1945 war sie als Straßenbahnschaffnerin in Hannover tätig. Nach dem Krieg studierte sie an der Meisterschule des deutschen Handwerks und an der Königlichen Kunstgewerbeschule München. Von 1951 bis 1953 studierte sie 3 Semester an der Landeskunstschule (heute Hochschule für bildende Künste Hamburg) Textilentwurf bei Maria May.
Am 20. August 1954 heiratete sie den Rechtsanwalt Ernst Ulrich Biermann-Ratjen, den Bruder von Hans-Harder Biermann-Ratjen. Am 15. April 1955 wurde der einzige Sohn des Paares geboren. Die Familie wohnte ab 1959 in einem neu gebautem Haus in Hamburg-Othmarschen, das nach dem Entwurf der Hamburger Architekten Gerolf Garten und Werner Kahl errichtet wurde.
Nach dem Tod ihres Mannes 1977 unternahm Biermann-Ratjen mehrere Fotoreisen, unter anderem mit dem Leiter des Kupferstichkabinetts der Hamburger Kunsthalle, Eckhard Schaar. Sie starb am 10. September 1994 in ihrem Haus in Hamburg-Othmarschen und wurde auf dem Friedhof Groß Flottbek bestattet.

## Werk
1948 erschien das von Biermann-Ratjen gestaltete und illustrierte Kinderbuch Vom Sternenkind das auf die Erde kam. In dieser Zeit entstanden auch viele Aquarelle, die von der Insel Sylt inspiriert sind sowie einige Holzschnitte weiblicher Akte. Nach ihrem Textildesign-Studium machte sie sich selbstständig und unternahm mehrere Reisen nach Skandinavien, um eigene Stoff- und Tapetenmuster zu vermarkten. Die dänischen Firmen Dahls Tapetenkunst, Kolbes Tapetenfabrik, Rodia und Danske Tapetenfabrikke sowie Helbig Hansen Tapeten haben ihre Entwürfe umgesetzt. Im Jahr 1968 gab sie ihre Tätigkeit als Designerin auf und widmete sich ab den 1980er Jahren der Amateurfotografie. In der Sammlung des Museum für Kunst und Gewerbe Hamburg befinden sich 243 Entwürfe für Textilien und Tapeten aus den Jahren 1954–68 sowie 36 Reisefotos von der Insel Sylt aus den Jahren 1982–89.

## Publikationen
- Vom Sternenkind das auf die Erde kam. J.& S Federmann Verlag, München 1948

## Ausstellungen
- The F*word – Guerrilla Girls und feministisches Grafikdesign. Museum für Kunst und Gewerbe, Hamburg, 16.02.–17.09.2023[8]
- Wiki Women – Wissen gemeinsam ergänzen. Museum für Kunst und Gewerbe, Hamburg, 27.05.–24.09.2023[9]